# یواس‌ان‌اس ژنرال اچ اچ آرنولد (تی-ای‌جی‌ام-۹)
یواس‌ان‌اس ژنرال اچ اچ آرنولد (تی-ای‌جی‌ام-۹) (به انگلیسی: USNS General H. H. Arnold (T-AGM-9)) یک کشتی است که طول آن ۵۲۲ فوت ۱۰ اینچ (۱۵۹٫۳۶ متر) می‌باشد. این کشتی در سال ۱۹۴۴ ساخته شد.